# Ipomoea cristulata
Ipomoea cristulata es una especie fanerógama de la familia Convolvulaceae.

## Clasificación y descripción de la especie
Planta herbácea, trepadora, voluble, anual; tallo ramificado;  hoja de forma ovada, entera o 3-5-lobada, de 1.5 a 10 cm de largo, de 1 a 7(9) cm de ancho, ápice agudo a acuminado, a veces obtuso; inflorescencias con 1 a 7 flores; sépalos desiguales, de 3 a 5.5 mm de largo, los exteriores más pequeños, muricados o lisos, glabros; corola de (1.6)2 a 3(3.5) cm de largo, roja o rojo-anaranjada, tubo recto; el fruto es una cápsula subglobosa, de 5 a 7 mm alto, con 4 semillas, de 3 a 4.5 mm de largo, a veces con una línea de pelos en mechoncitos irregularmente distribuidos.

## Distribución de la especie
Se distribuye desde el centro de Estados Unidos (Iowa, Kansas, Nuevo México, Arizona, Texas) hasta la parte central de México (Baja California Sur, Sonora, Chihuahua, Coahuila, Durango, San Luis Potosí, Guanajuato, Querétaro, Jalisco, Michoacán, México y la Ciudad de México).

## Ambiente terrestre
Especie más o menos común en la región del Altiplano Mexicano, en el norte de Michoacán y ocasionalmente alcanzando un poco más al sur, tanto en matorral subtropical como en bosque tropical caducifolio. En esta zona crece entre 1700 y 2100 m de altitud. Florece entre agosto y diciembre.

## Estado de conservación
No se encuentra bajo ningún estatus de protección.